# Polygonarea zambezia
Polygonarea zambezia är en mångfotingart som beskrevs av Lawrence 1963. Polygonarea zambezia ingår i släktet Polygonarea och familjen storjordkrypare.
Artens utbredningsområde är Moçambique. Inga underarter finns listade i Catalogue of Life.